# 海と生きる
『海と生きる』（うみといきる）は、中国・四国地方のNHKで2013年・2014年に放送されたドキュメンタリー番組。

## 概要
瀬戸内海をはじめとする中国・四国地方の海と関わる人々を取材し、さまざまな角度から人と海のあるべき関係を見つめ直す。

## 放送記録

### 2013年度(全6回) 金曜スペシャル内で放送
| 回 | 初回放送日     | サブタイトル                                     | 備考 |
| -- | -------------- | ------------------------------------------------ | ---- |
| 01 | 2013年05月17日 | 奇跡の宝石箱 瀬戸内海                            |      |
| 02 | 2013年06月14日 | カブトガニと藻場とカキ筏と人と                   |      |
| 03 | 2013年09月20日 | いさなの町 漁り火の浜                            |      |
| 04 | 2013年10月11日 | 天空の旅人 瀬戸内を行く                          |      |
| 05 | 2013年11月22日 | しまなみ 海の道                                  |      |
| 06 | 2014年01月10日 | 2014巻頭言 豊かさとは 幸せとは 里海×里山資本主義 |      |

### 2014年度(全3回)プライムS内で放送
| 回 | 初回放送日     | サブタイトル                                | 備考                     |
| -- | -------------- | ------------------------------------------- | ------------------------ |
| 07 | 2014年04月11日 | 瀬戸内海 人が暮らす国立公園                 | 19:30～20:43の73分で放送 |
| 08 | 2014年05月30日 | 世界最大の“天然ドック”瀬戸内海              |                          |
| 09 | 2014年11月14日 | 人つどい つながる海 ～天与の宝物 瀬戸内海～ |                          |

## 出演者
＜第1回＞
- 安藤忠雄（建築家）
- 川井郁子（バイオリニスト）
- 藻谷浩介（日本総合研究所・主席研究員）
- 斎藤潤（フリーライター）
- 松崎栞（直島観光大使）

## テーマ曲
- S.E.N.S.「Our Dearest」

## イメージソング
- 「僕らの青～瀬戸内の詩～」作曲・プロデュース：S.E.N.S.、歌：平原綾香